# Авария Boeing 777 в Дубае
Авария Boeing 777 в Дубае — авиационная авария, произошедшая 3 августа 2016 года в аэропорту Дубая. Авиалайнер Boeing 777-31H авиакомпании Emirates совершал плановый рейс EK521 по маршруту Тривандрам—Дубай, но совершил жёсткую посадку в аэропорту пункта назначения и загорелся. Эвакуация всех находившихся на борту самолёта 300 человек была проведена успешно, тем не менее, во время тушения пожара лайнер взорвался и разрушился. Погиб 1 пожарный, ещё 8 получили ранения, также ранения получили 24 человека на борту самолёта.

## Самолёт
Boeing 777-31H (регистрационный номер A6-EMW, заводской 32700, серийный 434) был выпущен в 2003 году (первый полёт совершил 7 марта). 28 марта того же года был передан авиакомпании Emirates. Оснащён двумя турбовентиляторными двигателями Rolls-Royce Trent 892. На день аварии совершил 13 620 циклов «взлёт-посадка» и налетал 58 169 часов.

## Экипаж и пассажиры
Самолётом управлял опытный экипаж, состав которого был таким:
- Командир воздушного судна (КВС) — 34 года, араб. Опытный пилот, управлял самолётами Airbus A330, Airbus A340, Boeing 777-200 и Boeing 787. Налетал 7457 часов 16 минут, 5123 часа 41 минуту из них на Boeing 777-300.
- Второй пилот — 37-летний Джереми Уэбб (англ. Jeremy Webb), австралиец. Опытный пилот, управлял самолётом Boeing 787. Налетал 7957 часов 56 минут, 1292 часа из них на Boeing 777-300.

В салоне самолёта работали 16 бортпроводников.
| Страна               | Количество |
| -------------------- | ---------- |
| Индия                | 226        |
| Великобритания       | 24         |
| ОАЭ                  | 11         |
| США                  | 6          |
| Саудовская Аравия    | 6          |
| Турция               | 5          |
| Ирландия             | 4          |
| Австралия            | 2          |
| Бразилия             | 2          |
| Германия             | 2          |
| Малайзия             | 2          |
| Таиланд              | 2          |
| Хорватия             | 1          |
| Египет               | 1          |
| Босния и Герцеговина | 1          |
| Ливан                | 1          |
| Филиппины            | 1          |
| ЮАР                  | 1          |
| Швейцария            | 1          |
| Тунис                | 1          |
| Всего                | 300        |

## Хронология событий
Авария произошла в 12:37 по местному времени (08:37 UTC). Согласно предварительному отчёту, сильный сдвиг ветра повлиял на воздушную скорость воздушного судна на финальном этапе захода на посадку, и самолет коснулся ВПП 12L длиной 4000 м в точке, находящейся приблизительно в 1100 метрах от порога, со скоростью 162 узла. Через две секунды система предупреждения о положении относительно ВПП (RAAS) выдала предупреждение «ПЕРЕЛЁТ» («LONG LANDING»), и экипаж начал уход на второй круг. Через шесть секунд после касания основными стойками, когда носовая стойка ещё находилась в воздухе, самолёт снова оторвался от полосы при создании экипажем необходимого тангажа для взлёта. Спустя четыре секунды положение закрылков было изменено до 20°, после чего рычаг управления шасси был переведён в положение «Убрано». В этот период рычаги управления двигателем оставались в прежнем положении из-за того, что лётный экипаж недостаточно понимал систему автоматической тяги. Самолёт достиг максимальной высоты над ВПП — 85 футов, скорость падала, и самолёт начал проседать к земле. Спустя двенадцать секунд после того, как самолет оторвался от ВПП, режим двигателей был увеличен до максимума, однако самолет продолжал проваливаться, и через три секунды он столкнулся со взлетно-посадочной полосой, при этом его шасси находились в частично убранном состоянии.
Сначала самолёт коснулся земли хвостовой частью фюзеляжа и проехал около 800 метров по ВПП 12L с частично убранными стойками шасси. В это время двигатель по правому борту отсоединился от крыла. Пожарные прибыли к самолёту менее чем через 90 секунд после остановки (или через 123 секунды после первого удара) и начали бороться с огнём сразу с нескольких позиций, в результате все 300 пассажиров и экипаж были благополучно эвакуированы. Видео изнутри самолета, снятое на камеры сотовых телефонов, показало, что пассажиры не спешили эвакуироваться, а вместо этого доставали с полок ручную кладь, что привело к чрезмерно длительной эвакуации. Через девять минут после того, как самолет остановился, на борту всё ещё находились КВС и старший бортпроводник, проверявшие салон на наличие оставшихся пассажиров. Взрыв центрального топливного бака самолета привел к гибели пожарного, жителя Рас-эль-Хаймы по имени Джасим Исса Мохаммед Хасан. Двадцать четыре пассажира самолета, включая капитана и старшего бортпроводника, которые эвакуировались после взрыва, получили ранения различной степени тяжести. Старший бортпроводник был единственным человеком среди пассажиров и экипажа, кто пострадал серьёзно, отравившись продуктами горения. Кроме того, восемь пожарных и полицейский получили ранения, несколько пожарных получили ожоги. Взрыв привёл к распространению огня в кабину самолета; пожарным потребовалось 16 часов, чтобы взять огонь под контроль. Аэропорт был закрыт во время и после аварии, что привело к многочисленным перенаправлениям прибывающих самолетов.

## Расследование
Главное управление гражданской авиации (GCAA) провело расследование происшествия при содействии Emirates, производителем самолета Boeing и производителем двигателей Rolls-Royce. Кроме того, Национальный совет по безопасности на транспорте США (NTSB) направил группу из пяти человек, чтобы присоединиться к другим следователям. Регистратор полетных данных и речевой самописец были сняты с самолета на следующий день после аварии. Предварительный отчет об аварии был опубликован в сентябре 2016 года, а промежуточный отчет - в августе 2017 года. Предварительный отчет показал, что пилот попытался взлететь после кратковременного приземления, и что самолет в конечном итоге ударился о взлетно-посадочную полосу.
Окончательный отчет был выпущен 6 февраля 2020 года. В отчете было отмечено следующее: летный экипаж не мог эффективно сканировать и контролировать параметры основных пилотажных приборов во время посадки и неправильно выполненная попытка экипажа ухода на второй круг.